# Vridsløsemagle
Vridsløsemagle er en landsby på Nordøstsjælland med 284 indbyggere  (2024), beliggende i Sengeløse Sogn. Nærmeste nabobyer er Ledøje mod nord, Sengeløse mod vest, Risby mod øst og Herstedvester mod østsydøst. Vridsløsemagle ligger i Høje-Taastrup Kommune og tilhører Region Hovedstaden.
Byens navn er sammensat af de gamle ord writh (vridning) og løsa (engdrag/græsgang) og hentyder til, at byen ligger i en dalbugtning, hvor der er gode græsningsmuligheder. Magle er et gammelt udtryk for "stor" og blev hægtet på navnet for at undgå forveksling med Vridsløselille. Vridsløsemagle har således fået navn efter sin beliggenhed nær Store Vejleå. Den græsgang, navnet hentyder til, er det grønne område omkring Store Vejleå, som afgrænser landsbyen mod øst.

## Historie
Arkæologiske udgravninger har vist, at byen har ligget på stedet siden 900-tallet, men der er spor af mennesker endnu tidligere; beliggenheden nær Store Vejleå har betydet, at området er et af de første steder, der bliver beboet. De første tegn på jægere i området findes for omkring 10.000 år siden. Om sommeren slog de sig ned ved Porsemose nord for Vridsløsemagle og syd for landsbyen ved Store Vejleå. I de efterfølgende årtusinde blev området affolket på grund af skovens fremvækst.
For ca. 5.500 år siden var området atter befolket. Det var bønder, som ryddede skov og bosatte sig sydøst for Vridsløsemagle. Stedet her var sandsynligvis valgt, bl.a. fordi Vridsløsemagles beliggenhed, der hvor israndslinjen før lå, betyder nogle gode vådområder til kvæghold og en frugtbar morænejord. Yderligere var Klovtofteåsen, der blev dannet under isens afsmeltning, med sin let sandede jord ideel for stenalderbonden.
Området er præget af flere gravhøje, af oprindeligt mindst 8 findes stadig Bavnehøj, Snubbekors Høj og Ole Rømers Høj i udkanten af byen.
I 1335 betegnes området som Wrisløsæ og i 1388 som Wrytzløsæmagle.
Vridsløsemagle var i slutningen af 1600-tallet en middelstor landsby med 10 gårde og 5 jordløse huse. Fæstebønderne drev i fællesskab landsbymarken i to-vangsbrug, og når driften skulle diskuteres, samledes de ti fæstebønder ved bystævnet på forten. I 1700-tallet var tallet steget til 12 gårde og 24 huse i Vridsløsemagle.
Indtil omkring år 1800 var det ikke almindeligt, at bønderne ejede den jord, de dyrkede – eller for den sags skyld de huse, de boede i. De var nødt til at fæste (dss. leje) dem af ejerne – og i Vridsløsemagle var det godset Cathrineberg, Københavns Universitet, Kongen, Vartov Hospital og Bartholin-familien.
Bartholin-familien havde tilknytning til Københavns Universitet og var i 1600-tallet en af Københavns fremtrædende slægter. Familien havde landstedet Pilenborg i Vridsløsemagle, der således var hjemsted for både fæstebønder og universitetsprofessorer. En af dem var astronomen Ole Rømer, der var gift ind i Bartholin-familien af flere omgange, og som i 1704 oprettede sit lille observatorium, Observatorium Tusculanum, i Vridsløsemagles udkant. Efter Rømers død i 1710 opgav man gradvist at vedligeholde observatoriet, og i 1717 blev instrumenterne flyttet til Rundetårn. Der blev søgt efter observatoriets ruiner omkring 1765, men ingenting fundet. Også Hans Kjær, inspektør ved Nationalmuseet, mislykkedes i 1923. Først i 1978 regnede musiklæreren fra Bagsværd Gymnasium, Claus Thykier, sig frem til observatoriets beliggenhed. Sammen med en anden amatørarkæolog, Laumann Jørgensen, skovrider i Vestskoven, fandt han spor efter bygningen. Under den efterfølgende udgravning fandt man en konstruktion af tre søjler bundet sammen i en trekant. De søjler har båret Rømers meridiankreds – den første i verden.

En stor brand hærgede byen i 1781, men allerede året før var dyrkningsfællesskabet blevet ophævet, og det betød, at de nedbrændte gårde nu kunne opføres på deres egen jord uden for byen. Det er karakteristisk for byen i dag, at kun to gårde forblev i landsbyen, som dermed er præget af mange fine landsbyhuse.
I 1979 blev der etableret et museum for Ole Rømer, Ole Rømer Museet, på gården Kroppedal i Vridsløsemagles udkant, hvor der i de følgende år i tæt samarbejde med Københavns Astronomiske Observatorium på Københavns Universitet blev skabt en væsentlig samling med særligt fokus på Ole Rømers virke. I 2002 blev Ole Rømer Museet sammenlagt med Antikvarisk Enhed under Københavns Amt til Kroppedal Museum, der har skiftende udstillinger om arkæologi og astronomi – især centreret omkring Ole Rømer.

## Seværdigheder
Ud over den lille charmerende bymidte byder Vridsløsemagle især på to seværdigheder:
- Det udgravede Observatorium Tusculanum i en lille lund nord for byen.
- Kroppedal Museum (tidl. Ole Rømer Museet) ved aftenskumring